# U.S. International Classic 2012
U.S. International Classic 2012 – międzynarodowe zawody łyżwiarstwa figurowego w sezonie 2012/2013. Zawody rozgrywano od 13 do 16 września 2012 roku w hali Salt Lake City Sports Complex w Salt Lake City.
Wśród solistów triumfował Amerykanin Max Aaron, natomiast w rywalizacji solistek jego rodaczka Agnes Zawadzki. W parach sportowych wygrali Kanadyjczycy Kirsten Moore-Towers i Dylan Moscovitch. Tytuł w rywalizacji par tanecznych wywalczyli reprezentanci Kanady Piper Gilles i Paul Poirier.

## Wyniki

### Soliści
| Poz. | Zawodnik                 | Nota łączna | SP  | SP    | FS  | FS     |
| ---- | ------------------------ | ----------- | --- | ----- | --- | ------ |
| 1    | Max Aaron                | 231,27      | 1   | 74,69 | 1   | 156,58 |
| 2    | Armin Mahbanoozadeh      | 218,06      | 3   | 68,95 | 2   | 149,11 |
| 3    | Ross Miner               | 213,44      | 2   | 69,09 | 3   | 144,35 |
| 4    | Timothy Dolensky         | 203,59      | 5   | 63,68 | 4   | 139,91 |
| 5    | Shiu Ting Ronald Lam     | 196,34      | 4   | 67,13 | 5   | 129,21 |
| 6    | Christopher Caluza       | 181,95      | 9   | 57,88 | 6   | 124,07 |
| 7    | Jeremy Ten               | 172,96      | 6   | 60,31 | 7   | 112,65 |
| 8    | Liam Firus               | 168,95      | 8   | 58,58 | 8   | 110,37 |
| 9    | Paul Bonifacio Parkinson | 161,54      | 7   | 60,13 | 9   | 101,41 |
| 10   | Luiz Manella             | 156,72      | 10  | 55,56 | 10  | 101,16 |
| 11   | Patrick Myzyk            | 143,54      | 11  | 51,47 | 11  | 92,07  |
| 12   | Christopher Berneck      | 140,57      | 12  | 48,58 | 12  | 91,99  |
| 13   | Mark Webster             | 131,52      | 15  | 40,36 | 13  | 91,16  |
| 14   | Alexei Bychenko          | 125,92      | 13  | 48,37 | 15  | 77,55  |
| 15   | Jono Partridge           | 122,77      | 14  | 44,93 | 14  | 77,84  |
| WD   | Luiz Hernández           | DNS         | DNS | DNS   | DNS | DNS    |

### Solistki
| Poz. | Zawodniczka              | Nota łączna | SP | SP    | FS | FS     |
| ---- | ------------------------ | ----------- | -- | ----- | -- | ------ |
| 1    | Agnes Zawadzki           | 172,95      | 1  | 65,24 | 2  | 107,71 |
| 2    | Gracie Gold              | 171,15      | 2  | 59,37 | 1  | 111,78 |
| 3    | Amélie Lacoste           | 161,53      | 3  | 59,14 | 3  | 102,39 |
| 4    | Jelena Glebowa           | 149,49      | 4  | 54,82 | 4  | 94,67  |
| 5    | Isadora Williams         | 119,86      | 7  | 39,45 | 5  | 80,41  |
| 6    | Melinda Wang             | 113,31      | 5  | 46,86 | 10 | 66,45  |
| 7    | Melissa Bulanhagui       | 111,45      | 8  | 38,19 | 6  | 73,26  |
| 8    | Karina Johnson           | 106,71      | 6  | 41,06 | 11 | 65,65  |
| 9    | Crystal Kiang            | 105,84      | 11 | 34,14 | 8  | 71,70  |
| 10   | Tiffany Packard Yu       | 105,70      | 12 | 33,72 | 7  | 71,98  |
| 11   | Mimi Tanasorn Chindasook | 104,15      | 9  | 36,06 | 9  | 68,09  |
| 12   | Kai-Jing Leong           | 95,69       | 10 | 34,98 | 13 | 60,71  |
| 13   | Ana Cantu Felix          | 93,30       | 13 | 33,57 | 14 | 59,73  |
| 14   | Clara Peters             | 93,11       | 17 | 29,57 | 12 | 63,54  |
| 15   | Ami Parekh               | 89,23       | 14 | 31,11 | 15 | 58,12  |
| 16   | Georgia Glastris         | 82,00       | 16 | 30,09 | 16 | 51,91  |
| 17   | Stephanie Rigley         | 77,65       | 15 | 30,28 | 18 | 47,37  |
| 18   | Sumika Yamada            | 76,97       | 18 | 28,50 | 17 | 48,47  |

### Pary sportowe
| Poz. | Zawodnicy                                 | Nota łączna | SP | SP    | FS | FS     |
| ---- | ----------------------------------------- | ----------- | -- | ----- | -- | ------ |
| 1    | Kirsten Moore-Towers / Dylan Moscovitch   | 179,25      | 1  | 63,34 | 1  | 115,91 |
| 2    | Paige Lawrence / Rudi Swiegers            | 164,03      | 2  | 54,43 | 2  | 109,60 |
| 3    | Tiffany Vise / Don Baldwin                | 143,34      | 5  | 40,99 | 3  | 102,35 |
| 4    | Felicia Zhang / Nathan Bartholomay        | 143,32      | 3  | 47,44 | 4  | 95,88  |
| 5    | Lindsay Davis / Mark Ladwig               | 121,31      | 4  | 45,58 | 6  | 75,73  |
| 6    | Danielle Montalbano / Evgeni Krasnopolsky | 117,27      | 6  | 38,76 | 5  | 78,51  |

### Pary taneczne
| Poz. | Zawodnicy                                    | Nota łączna | SD | SD    | FD | FD    |
| ---- | -------------------------------------------- | ----------- | -- | ----- | -- | ----- |
| 1    | Piper Gilles / Paul Poirier                  | 146,90      | 3  | 55,98 | 1  | 90,92 |
| 2    | Alexandra Paul / Mitchell Islam              | 143,76      | 4  | 55,86 | 2  | 87,90 |
| 3    | Lynn Kriengkrairut / Logan Giulietti-Schmitt | 140,86      | 2  | 56,49 | 3  | 84,37 |
| 4    | Madison Chock / Evan Bates                   | 139,84      | 1  | 62,89 | 5  | 76,95 |
| 5    | Siobhan Heekin-Canedy / Dmytro Duń           | 128,40      | 5  | 49,14 | 4  | 79,26 |
| 6    | Anastasia Cannuscio / Colin McManus          | 113,08      | 8  | 42,10 | 6  | 70,98 |
| 7    | Danielle O’Brien / Gregory Merriman          | 110,62      | 7  | 42,97 | 7  | 67,65 |
| 8    | Justyna Plutowska / Peter Gerber             | 106,49      | 9  | 41,99 | 8  | 64,50 |
| 9    | Carter Jones / Richard Sharpe                | 105,40      | 6  | 43,17 | 9  | 62,23 |